# Tombeaux Fraser

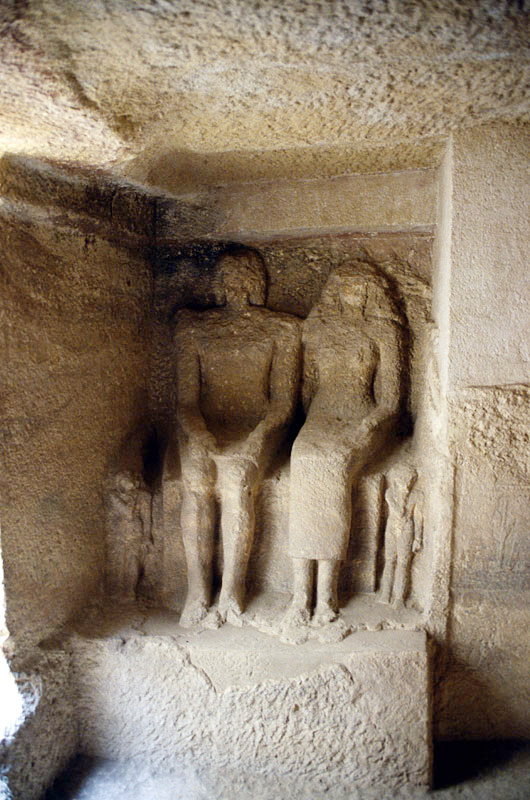
Intérieur de la tombe de Ny-ka-Ânkh et de sa famille

Les « tombeaux Fraser » sont une nécropole située à dix kilomètres au nord-est d'Al-Minya, en Haute-Égypte. Elles se trouvent à environ deux kilomètres au sud du village de Tounah el-Gebel, qui était une ancienne carrière de calcaire.
Les sépultures taillées dans la roche datent des IVe et Ve dynasties de l'Ancien Empire.
Ces tombes ont été découvertes à l'automne 1853 par l'égyptologue allemand Heinrich Karl Brugsch et décrites pour la première fois par l'ingénieur civil britannique George Willoughby Fraser, dont le nom a été donné à ces tombes.
Les tombes appartiennent à une nécropole de trois kilomètres de long de l'ancienne ville de Mer-nefer(et) (également appelé Per-Imen-mAt-chent(j), TA-dehenet, ou Akoris). Les propriétaires des tombes étaient des intendants du domaine royal. Sous la Ve dynastie, ils étaient prêtres d'Hathor dont il existe un temple dédié à Hathor à proximité.
Quatre des quinze tombes (numérotées) contiennent des statues et des hiéroglyphes sculptés datant de l'Ancien Empire. La plus importante des sépultures est la deuxième tombe qui est probablement celle de Ny-ka-Ânkh, qui a la forme d'un mastaba. La décoration de la petite et longue salle d'offrandes est constituée de statues de sa famille,.
Une autorisation écrite ou un testament a été découvert dans la tombe de Ny-ka-Ânkh, indiquant « qu'ils agiront sous l'autorité de mon fils aîné, comme ils agissent pour mes propres biens ».
Le Conseil suprême des Antiquités égyptiennes indique que de nombreuses tombes et ruines anciennes de Tounah el-Gebel sont accessibles au public. Les tombes Fraser sont ouvertes au public mais sont rarement visitées par les touristes, peut-être parce que le seul moyen d'y accéder est le taxi, avec une escorte policière, en raison de la sécurité renforcée dans la zone,.